# Tấn Hiếu hầu
Tấn Hiếu hầu (chữ Hán: 晋孝侯, cai trị: 738 TCN – 724 TCN), tên thật là Cơ Bình (姬平), là vị vua thứ 13 của nước Tấn - chư hầu nhà Chu trong lịch sử Trung Quốc.

## Thân thế
Tấn Hiếu hầu là con Tấn Chiêu hầu – vua thứ 12 nước Tấn. Năm 739 TCN, đại phu nước Tấn là Phan Phù giết chết Tấn Chiêu hầu và rước Khúc Ốc Hoàn Thúc về làm vua nước Tấn. Người nước Tấn tập hợp lại đánh đuổi Hoàn Thúc về Khúc Ốc, giết chết Phan Phù và lập Cơ Bình lên ngôi, tức là Tấn Hiếu hầu.

## Bị giết
Tuy Hiếu hầu khôi phục được ngôi chính thống nước Tấn ở đất Dực nhưng không tiêu diệt được lực lượng của Khúc Ốc. Hai chính quyền tồn tại cùng lúc.
Năm 731 TCN, Hoàn Thúc mất tại thành Khúc Ốc, con là Cơ Thiện lên thay, tức là Khúc Ốc Trang Bá.
Năm 724 TCN, Khúc Ốc Trang bá mang quân đánh đất Dực, giết chết Tấn Hiếu hầu giành ngôi vua. Tấn Hiếu hầu làm vua được 15 năm.
Không lâu sau người nước Tấn lại đuổi Trang bá Thiện về Khúc Ốc và lập con Hiếu hầu là Cơ Khích làm vua, tức là Tấn Ngạc hầu.